# Hermannia geniculata
Hermannia geniculata là một loài thực vật có hoa trong họ Cẩm quỳ. Loài này được Eckl. & Zeyh. mô tả khoa học đầu tiên.